# 83 Девы
83 Девы (лат. 83 Virginis), HD 119605 — двойная звезда в созвездии Девы на расстоянии приблизительно 837 световых лет (около 257 парсек) от Солнца. Визуальная звёздная величина звезды — +5,567m. Возраст звезды определён как около 190 млн лет.

## Характеристики
Первый компонент — жёлтая звезда спектрального класса G0Ib-IIa, или G0II:, или G0. Масса — около 4,454 солнечной, радиус — около 25,727 солнечного, светимость — около 454,313 солнечной. Эффективная температура — около 5979 K.
Второй компонент — коричневый карлик. Масса — около 23,12 юпитерианской. Удалён в среднем на 2,461 а.е..